# CL0016
CL0016 è un superammasso di galassie situato in direzione della costellazione dei Pesci alla distanza di oltre 5,3 miliardi di anni luce dalla Terra ("light travel time") (distanza comovente: 6,654 miliardi di anni luce)..
È stato scoperto studiando la distribuzione delle galassie nella regione denomina SA68 ed evidenziando la presenza di una megastruttura a redshift z = 0,54 disposta intorno alla radiogalassia 54W084C.
Il superammasso è costituito da tre ammassi di galassie con forte emissione di raggi X denominati rispettivamente CL 0016+16, RX J0018.3+1618 e RX J0018.8+1602.
Le dimensioni sono stimate in 31 x 12 x 4 Megaparsec. La massa complessiva è compresa tra 39 e 59 x 1014 M☉